# هدوء وعواصف (مسلسل)
هدوء وعواصف هو مسلسل بحريني من بطولة الفنانة زينب العسكري من مملكة البحرين والفنان غازي حسين من دولة قطر والفنان سعيد القريش من السعودية, وقد صنف العمل من أفضل المسلسلات الخليجية من قبل جمعية المسرح والتلفزيون الخليجية متخطيا بذلك مسلسلات قديمه اعتبرت من اروع ما قد في الفن الخليجي من تأليف أحمد الفردان وإخراج محمد القفاص , والعرض الأول (1 رمضان 1425 هـ - 15 أكتوبر 2004).

## طاقم العمل
- زينب العسكري
- غازي حسين
- أنور أحمد
- سعيد قريش
- فاطمة الحوسني
- خالد البريكي
- فاطمة عبد الرحيم
- شيماء سبت
- رنا الأبيض
- لطيفة المجرن
- مبارك خميس
- أحمد عيسى
- محمد البهدهي
- أمينة القفاص
- عادل شمس
- خالد الرويعي
- جمال الغيلان
- ياسر النفيعي
- أمين الصايغ
- ابتسام العطاوي
- أمير دسمال
- رانيا غازي
- سعيد صالح
- منصور الجداوي
- فوزي
- وجدان
- لطيفة